# Тамаулипас
Тамаули́пас (исп. Tamaulipas; испанское произношение: [tamauˈlipas]), ранее Новый Сантандер (исп. Nuevo Santander). Официальное название Свободный и Суверенный Штат Тамаулипас (Estado Libre y Soberano de Tamaulipas) — один из 31 штатов Мексики.
Территория штата Тамаулипас составляет 79 829 км² — это 4 % от всей территории Мексики. Численность населения, по данным переписи 2010 года, составила 3 268 554 человека. Административный центр штата — город Сьюдад-Виктория.

## Этимология
Название Tamaulipas происходит от Tamaholipa — уастекский термин, в котором tam- — префикс, означающий там (англ. place where), а у элемента holipa имеется несколько толкований. Некоторые лингвисты переводят это слово как «высокие горы», тогда как другие «моление, молятся». Таким образом, можно перевести Тамаулипас как «там, где высокие горы» либо «там, где много молятся» (с совместимостью этих вариантов тем, что горы во многих культурах являются священными обителями богов).

## Общие сведения
Расположен на северо-востоке страны. На западе и юге граничит со штатами Мексики Нуэво-Леон, Сан-Луис-Потоси и Веракрус, на севере имеет протяжённую границу с США (штат Техас), на востоке омывается Мексиканским заливом. Особенностями рельефа Тамаулипаса являются обширные равнины, которые немного поднимаются на юго-западе. Там находятся предгорья Восточной Сьерра Мадре (Sierra Madre Oriental) с наиболее значительными вершинами: в Сьерра Педрагосо (Sierra Pedragoso) (3280 м); в Сьерра Боррегос (Sierra Borregos) (3240 м); в Сьерра Ла Глория (Sierra La Gloria) (3220 м); Серро эль Насимьенто (Cerro el Nacimiento) (3180 м); и в Сьерра эль Пиналь (Sierra el Pinal) (3000 м) над уровнем моря. Основные реки штата принадлежат к бассейну Мексиканского залива: пограничная Рио Браво (в США Рио Гранде) (río Bravo), Кончос (río Conchos), Пурификасьон (río Purificación), Гуайалехо (río Guayalejo) и Рио Саладо (río Salado). Климат в Тамаулипасе сухой и полусухой в центре, на севере и северо-западе и влажный — на юге, юго-востоке. Средние температуры варьируются от +15 °С (в январе) и +28,5 °С (в июле) в Матаморосе (северо-восток) и +18 °С (в январе) и +29 °С (в июле) — в Тампико (юго-восток). Среднегодовое количество осадков от 891 мм в год.
Штат Тамаулипас «лидирует в Мексике по уровню насилия, связанного с наркобизнесом».
Археологические раскопки неацтекской культуры III—XI вв.

## История

### Доколониальная эпоха

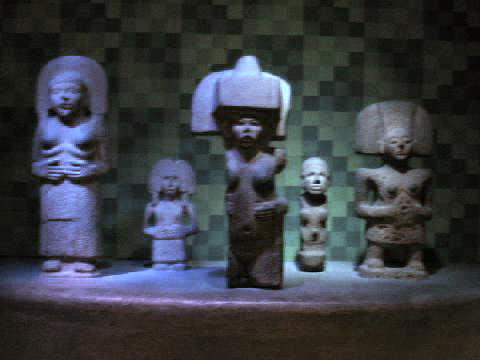
Каменные скульптуры уастеков

Самые древние из поселенцев, которые обосновались на территории современного штата, были немногочисленные кочевые племена индейцев, пришедших сюда из прерий Северной Америки. Область, известная теперь как Тамаулипас, была заселена, по крайней мере, 12 000 лет назад. Несколько культур (северно-прибрежная, южно-прибрежная, равнинная и горская) сменяли друг друга в эти годы. Однако они не оставили после себя никаких письменных источников. Археологические данные говорят, что туземцы одомашнили кукурузу, и, таким образом, началась сельскохозяйственная жизнь в среде постоянных жителей. Существовали три культурные области в Тамаулипасе — народы Сьерра Мадре, народы Сьерра де Тамаулипас и уастеки (huasteca). Последние оставили больше следов своей жизнедеятельности, чем другие. Уастеки селились в низовьях реки Гуаялехо-Тамеси (Guayalejo-Tamesí) и горных долинах Тангуанчина (Tanguanchín) и Таммапула (Tammapul). Политически они не образовывали государства, а были лишь союзом владений. Уастеки были искусными ремесленниками и имели сложную религиозную космологию, в той степени, что они принимали верховным богом Кетцалькоатля. В 15-16 вв. уастеки волнами воинственных кочевников были отодвинуты к реке Пануко (Pánuco), так что во время испанских завоеваний уастеки уже не проживали на своих территориях. Во время испанских завоеваний в горах Сьерра Мадре жили писоны (pisones), которые также диверсифицировали своё сельское хозяйство. На севере Тамаулипаса на границе Техаса, в районе Засушливой Америки (Аридоамерики) проживали, то есть кочевали группы, обобщённо называемые чичимеки. Доминирующим языком здесь был коауильтекский. Эта территория была чересполосицей индейцев охотников-собирателей, которые бродили по равнинам, особенно вблизи ручьёв. В 1445-66 ацтеки под руководством императора Монтесумы I подчинили регион и собирали здесь дань, хотя команчи и апачи никогда не подчинялись захватчикам.

### Колониальная эпоха
Во второй декаде 16 в. испанцы завоевали ацтеков, и почти всю Мексику. Хотя конкистадор Э. Кортес (Hernán Cortés) завоевал ацтеков довольно быстро, завоевание индейцев Тамаулипаса приняло постепенный процесс в 16 и 17 вв. Посланный им капитан Г. де Сандоваль (Gonzalo de Sandoval) с большим трудом покорил и замирил воинственных индейцев. Первое постоянное испанское поселение в этом районе было Тампико в 1554. Дальнейшее заселение происходило под руководством францисканских миссионеров, хотя там происходили постоянные восстания индейцев. Америго Веспуччи — известный итальянский картограф побывал на территории Тамаулипаса и отметил, что местные жители называли свою землю Lariab. В колониальные времена эти обширные земли были известны и под другими именами: Королевство Гуастека (Reino Guasteca), Провинция Амичель и Земля Гараяна (Provincia de Amichel y Tierra Garayana), Провинция Пануко (Provincia de Pánuco), Комарка Пауль, Алифау, и Осинан (Comarca de Paul, de Alifau y Ocinan), Меданос де ла Магдалена (Médanos de la Magdalena), Берег Мексиканской Низменности (Costa del Seno Mexicano), Новое Королевство Леон (Nuevo Reino de León) и Новый Сантандер (Nuevo Santander). Название Тамаулипас (миссия Тама Олипа (Tama Holipa)) дал местности отец А. де Ольмос (Andrés de Olmos) в 1544.
Завоёванные народы были размещены в энкомьендах, где они отрабатывали несколько недель в году в испанских хозяйствах. Из-за постоянных набегов кочевников миссии почти были безлюдными, и экономика территории почти не развивалась. В 1732 в регион прибыл граф Сьерра Горда Х. де Эскандон (José de Escandón), который разработал агрессивную программу колонизации и умиротворения, распространённую на соседний Нуэво Рейно де Леон. Современная территория Тамаулипаса была в 1746 включена в состав обширной провинции Новой Испании под названием Новый Сантандер (Nuevo Santander). Местная столица в течение этого периода переезжала из Сантандера в Сан Карлос, и, наконец, в Агуайо.
В течение большей части колониального периода экономика региона страдала из-за бесчисленных набегов мятежников, которых порабощали или убивали. С момента основания колонии, она в политическом, экономическом, судебном и военном плане, вплоть до 1785, зависела от Аудиенсии Мехико и вице-короля. В том году были образованы три провинции, одна из них на востоке была — Нуэво Сантандер. Эскандоном, для борьбы с индейцами, была организована военная оборона из 13 отрядов. В 1727 были замирены индейцы паме и хонасе.
В 1810, когда началась Мексиканская война за независимость, провинциальное руководство поручило полковнику М. Итурбе (Manuel Iturbe) собрать войско для борьбы с восстанием. Однако он собрал войско для борьбы за независимость и захватил столицу Сан Карлос. 12 апреля 1811 повстанцы под руководством Л. Эрреры (Luis Herrera y Blanca) были разбиты, а 19 мая — под руководством Х. де Вильериаса (Juan de Villerias) на реке Колорадо. Мятежи в Нуэво Сантандере были различными — в Туле и Пальмильясе произошли военные восстания, в то время как в той же Туле произошла подлинная революция. 4 декабря 1810 Б. Гомес де Лара (Bernardo Gómez de Lara), более известный как «Уакаль» («Huacal»), Мартин и Лукас Суньига (Mateo y Lucas Zúñiga) и М. Гомес де Лара (Martín Gómez de Lara) взяли Тулу. Эта оккупация была временной, так как в мае 1811 роялистские войска под командованием Х. де Арредондо (Joaquín de Arredondo) отбили город. Ф. Х. Мина (Francisco Javier Mina) — один из лидеров инсургентов — встретился в Лондоне со священником С. Т. де Миером (Servando Teresa de Mier), который планировал военно-морскую экспедицию в Мексику с целью внесения своего вклада в борьбу за независимость. В мае 1816 Мина, Миер и 32 итальянских, испанских и английских офицеров отплыли из Ливерпуля в Америку. 17 апреля 1817 они высадились на берегах Нуэво Сантандера. Отряд постепенно занимал городки вверх по течению реки Пески (Pesca).

### Эпоха независимости
После достижения Мексикой независимости в 1821 Нуэво Сантандер был переименован в Тамаулипас и стал частью территории Мексиканской империи Агустина Итурбиде. В 1824, после принятия федеральной конституции, Тамаулипас был одним из 19 штатов — основателей Мексиканской федерации. Первым губернатором штата стал Э. К. Суарес (Enrique Camilo Suárez). 6 мая 1825 была принята первая конституция штата.

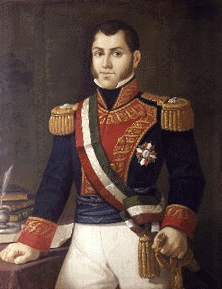
Гуадалупе Виктория

В течение большей части XIX в. в Тамаулипасе, как и во всей Мексике, происходила ожесточённая и подчас кровопролитная борьба между либералами — сторонниками федеративного устройства государства, и консерваторами — сторонниками централизованного и унитарного устройства страны. В штате долгое время не было ни политической, ни экономической стабильности. В 1825 столица штата получила название Сьюдад Виктория в честь президента Г. Виктории (Guadalupe Victoria). В период с 1830 по 1848 в штате, в период хаоса и нестабильности произошло несколько восстаний. В 1836 в результате войны Техас отделился от Мексики и объявил о своей независимости и провозглашении республики. Новая республика заявила о своих претензиях на территории северного Тамаулипаса. В этих условиях в штате усиливались сепаратистские настроения. Во время войны с Техасом сепаратисты вступили в города Ларедо, Матаморос и Герреро. Предыстория этого конфликта заключалась в том, в 1833 году генерал Антонио Лопес де Санта-Ана был избран на пост президента Мексики; всё время своего первого пребывания в должности он поддерживал федеративный статус Мексики. Однако после того, как некоторые члены правительства воспротивились новым политическим союзникам президента, Санта-Ана решил начать процесс формирования единого централизованного государства. Президент приостановил действие мексиканской конституции, распустил Конгресс и, таким образом, сосредоточил в своих руках диктаторские полномочия. Это привело к восстаниям и появлению сепаратистских движений по всей стране, самым успешным из которых была Техасская революция. Менее успешными попытками отделения от Мексики были основания Республики Сакатекас и Республики Юкатан. В то же время в стране появлялись разного рода банды, стремившиеся расширять рабовладение. Многие каудильо, которые инициировали восстания и сепаратистские движения также и участвовали в них; позже многие сепаратистские движения переросли в насильственные захваты территорий. 17 января 1840 года на ранчо Оревенья (Oreveña) близ Ларедо состоялась встреча мексиканских политиков из штатов Коауила, Нуэво-Леон и Тамаулипас. Они выступили за начало восстания против федерального правительства, отделения от Мексики и создания нового государства-федерации трёх штатов со столицей в Ларедо. Однако ни конгрессы, ни правительства трёх штатов не поддержали усилия мятежных аристократов. Они запросили помощи у федерального правительства в Мехико и разрешения созвать войска для подавления мятежа. Президентом Рио Гранде был провозглашён Х. де Карденас (Jesús de Cárdenas). После совещания, правительство в целях безопасности переехало в Нуэва-Сьюдад-Герреро в штате Тамаулипас. После сражения при Моралесе в марте 1840 года правительство перебралось в город Виктория в Техасе, где и оставалось до поражения восстания и ликвидации республики в ноябре того же года. В 1844 США признали Республику Техас, а в следующем году он вошёл в состав Северо-американских соединённых штатов. Тогда же началась война между США и Мексикой. В 1848, после войны северная граница Тамаулипаса была передвинута далеко на юг, на реку Рио Гранде, что привело к потере более четверти территории по договору Гуадалупе-Идальго.

Территория Республики Рио Гранде в 1840 году

Во время Войны за Реформу на территории Тамаулипаса происходили кровопролитные столкновения. Французская оккупация и правление императора Максимилиана в течение 1860-х были трудными для Тамаулипаса, особенно в Тампико и на границах. Части штата поддерживали республиканцев под командованием Б. Хуареса (Benito Juarez) в борьбе против французов, особенно на севере. Тамаулипас два года сопротивлялся французам, пока не был присоединён к империи. В 1866 французы покинули страну, и Мексика вновь стала республикой. Тем не менее, годы после поражения Максимилиана были посвящены восстановлению экономики Тамаулипаса.
В годы президентства П. Диаса (Porfirio Díaz) штат наслаждался миром и стабильностью. Стала процветать международная торговля, особенно с введением в строй железных дорог, развитием порта Тампико. Железная дорога позволила товарам быстро достигать пунктов назначения, особенно с шахт и городов внутренних территорий штата и техасской границы до порта Тампико. Это, в свою очередь, вызвало значительный рост таких городов, как Матаморос и Нуэво Ларедо. Инвесторы, предприниматели, первопроходцы и искатели приключений наводнили малонаселённые районы штата. Промышленное же развитие штата было медленным и экономика основывалась на сырье, животноводстве и сельском хозяйстве. В конце эпохи порфириата в Тамаулипасе были открыты университеты.
После революции 1910-17, когда на территории штата происходили кровопролитные сражения, сменявшие друг друга правительства посвятили, себя развитию строительной индустрии и инфраструктуры, включая средства связи и систему образования. С конца 1920-х у власти в Тамаулипасе находилась право-социалистическая Институционно-Революционная партия (PRI), кандидаты от которой избирались на должность губернатора. Губернатор Н. Тревиньо (Norberto Treviño Zapata) основал университетскую систему, вдобавок, реформировал нефтяную промышленность штата. М. Гомес (Marte Gómez) оказывал значительную поддержку фермерам и семейным хозяйствам. Правление Э. М. Манату (Emilio Martínez Manautou) привело к промышленному росту. В 2000-х укрепилось рыболовство. После подписания в 1994 Соглашения о свободной торговле с США (NAFTA) торговый оборот существенно возрос.

## Административное деление

Административная карта Мексики

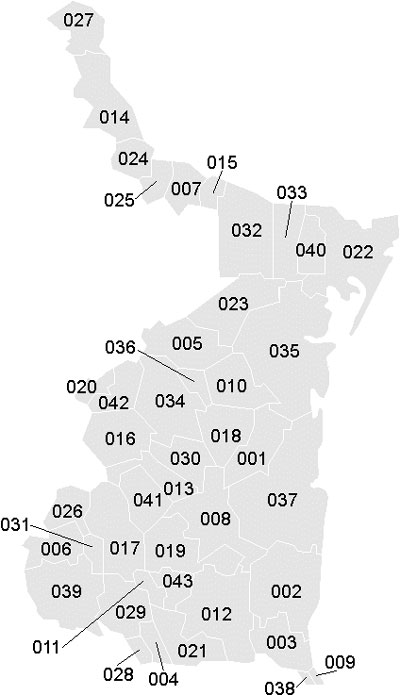
Административная карта штата Тамаулипас

В состав штата Тамаулипас входит 43 муниципалитета, которые управляются из административных центров, расположенных в крупных населённых пунктах этих муниципалитетов.

## Экономика
Экономически штат делится на два региона — Северный Тамаулипас и Южный Тамаулипас. Экономика Северного Тамаулипаса основывается на сельском хозяйстве. Этот регион является вотчиной для многих предприятий текстильной промышленности. Выращиваются такие культуры, как кукуруза, хлопок, пшеница, сорго, цитрусовые, подсолнечник, сахарный тростник. Разводят крупный рогатый скот, а также овец, коз, свиней и птицу. Экономика же Южного Тамаулипаса базируется на нефтехимических отраслях. Развиты туризм и рыболовство. Штат обладает развитой инфраструктурой. В структуре ВВП на долю промышленности приходится 21 %, услуг — 17 %, торговли — 19 %, транспорта — 14 %, финансов — 13 %, сельского хозяйства — 9 %, строительства — 6 % и горной добычи — 1 %. Вдоль границы с США работают около 350, так называемых макиладорас — мелких сборочных предприятий, продукция которых идёт на рынок США.

## Герб
Герб штата представляет собой щит разделённый по горизонтали на две неравные части. В верхней малой части изображение делится пополам наложенным на него малым щитком. Этот щиток фамильный герб дона Хосе де Эскандона, графа Сьерра-Горда, виконта де Эскандона — основателя колонии и города Сьюдад Виктория. Этот герб был создан между 1749 и 1751 и внесён в герб штата за его подвижничество, гуманитарную и цивилизаторскую работу. Щит его герба разделён золотым крестом на четыре равные части. В первой и третьей четверти — на червлёном поле лазоревые крепостные башни. Во втором лазоревом поле золотой орёл, в четвёртом, также лазоревом — золотой сосуд с флагом. В правой геральдической части в синем поле — изображения основных сельскохозяйственных культур — кукуруза, сорго, цитрусовые, тростник и агава. В левой, на красном поле — три основных животных, которых разводят в Тамаулипасе — бык, зебу и коза. В большей части — стилизованное изображение ландшафта штата. Море, рыба, корабль — символизируют рыболовство, бороздящий поле трактор — механизацию сельского хозяйства, нефтяная вышка и ёмкость — нефтехимическую промышленность. На заднем плане на фоне облачного неба — гора Серро дель Берналь. Штат Тамаулипас не имеет официально утверждённого флага. Часто используется белое полотнище с изображением герба в центре.